# Хаммер (тауншип, Миннесота)
Хаммер (англ. Hammer) — тауншип в округе Йеллоу-Медисин, Миннесота, США. На 2000 год его население составило 233 человека.

## География
По данным Бюро переписи населения США площадь тауншипа составляет 92,4 км², из которых 92,4 км² занимает суша, водоёмов нет.

## Демография
По данным переписи населения 2000 года здесь находились 233 человека, 86 домохозяйств и 71 семья.  Плотность населения —  2,5 чел./км².  На территории тауншипа расположено 93 постройки со средней плотностью 1,0 построек на один квадратный километр. Расовый состав населения: 100,00 % белых.
Из 86 домохозяйств в 32,6 % воспитывались дети до 18 лет, в 70,9 % проживали супружеские пары, в 10,5 % проживали незамужние женщины и в 16,3 % домохозяйств проживали несемейные люди. 11,6 % домохозяйств состояли из одного человека, при том 7,0 % из — одиноких пожилых людей старше 65 лет. Средний размер домохозяйства — 2,71, а семьи — 2,94 человека.
26,2 % населения — младше 18 лет, 5,6 % — в возрасте от 18 до 24 лет, 25,3 % — от 25 до 44, 27,5 % — от 45 до 64, и 15,5 % — старше 65 лет. Средний возраст — 39 лет. На каждые 100 женщин приходилось 95,8 мужчин.  На каждые 100 женщин старше 18 приходилось 102,4 мужчин.
Средний годовой доход домохозяйства составлял 44 167 долларов, а средний годовой доход семьи —  43 750 долларов. Средний доход мужчин —  21 250  долларов, в то время как у женщин — 29 063. Доход на душу населения составил 22 013 долларов. За чертой бедности находились 9,4 % семей и 12,4 % всего населения тауншипа, из которых 23,1 % младше 18 и 4,7 % старше 65 лет.